# Trianthema
A Trianthema a szegfűvirágúak (Caryophyllales) rendjébe, ezen belül a kristályvirágfélék (Aizoaceae) családjába tartozó nemzetség.

## Előfordulásuk
A Trianthema-fajok előfordulási területe magába foglalja majdnem az egész Ausztráliát és Afrikát. Dél-Amerikából az Andokon és azok környékén fordulnak elő. Észak-Amerikának a déli felét népesítik be. Ázsia déli részén is őshonosak, az Arab-félszigettől egészen Vietnámig és Kelet-Kínáig.

## Rendszerezés
A nemzetségbe az alábbi 29 faj tartozik:
- Trianthema argentinum Hunz. & A.A.Cocucci
- Trianthema ceratosepalum Volkens & Irmsch.
- Trianthema clavatum (J.M.Black) H.E.K.Hartmann & Liede
- Trianthema compactum C.T.White
- Trianthema corallicola H.E.K.Hartmann & Liede
- Trianthema corymbosum (E.Mey. ex Sond.) H.E.K.Hartmann & Liede
- Trianthema crystallinum (Forssk.) Vahl
- Trianthema cussackianum F.Muell.
- Trianthema cypseleoides (Fenzl) Benth.
- Trianthema glossostigma F.Muell.
- Trianthema hecatandrum Wingf. & M.F.Newman
- Trianthema hereroense Schinz
- Trianthema kimberleyi Bittrich & K.M.Jenssen
- Trianthema megaspermum A.M.Prescott
- Trianthema mozambiquense H.E.K.Hartmann & Liede
- Trianthema oxycalyptrum F.Muell.
- Trianthema pakistanense H.E.K.Hartmann & Liede
- Trianthema parvifolium E.Mey. ex Sond.
- Trianthema patellitectum A.M.Prescott
- Trianthema pilosum F.Muell.
- Trianthema portulacastrum L. - típusfaj
- Trianthema rhynchocalyptrum F.Muell.
- Trianthema salsoloides Fenzl ex Oliv.
- Trianthema sanguineum Volkens & Irmsch.
- Trianthema sheilae A.G.Mill. & J.Nyberg
- Trianthema triquetrum Willd. ex Spreng.
- Trianthema turgidifolium F.Muell.
- Trianthema ufoense H.E.K.Hartmann & Liede
- Trianthema vleiense H.E.K.Hartmann & Liede